# Real Seminario de Minería
El Real Seminario de Minería de la Nueva España fue una escuela destinada a enseñar la técnica de minas y mejorar la producción minera de la Nueva España que tenía su sede en la Ciudad de México. Su origen estuvo relacionado con las reformas borbónicas, pues querían impulsar la industria minera que era de las más productivas en la Nueva España. Es considerado el antecesor directo de todas las escuelas de ingeniería y ciencias de México.

## Historia

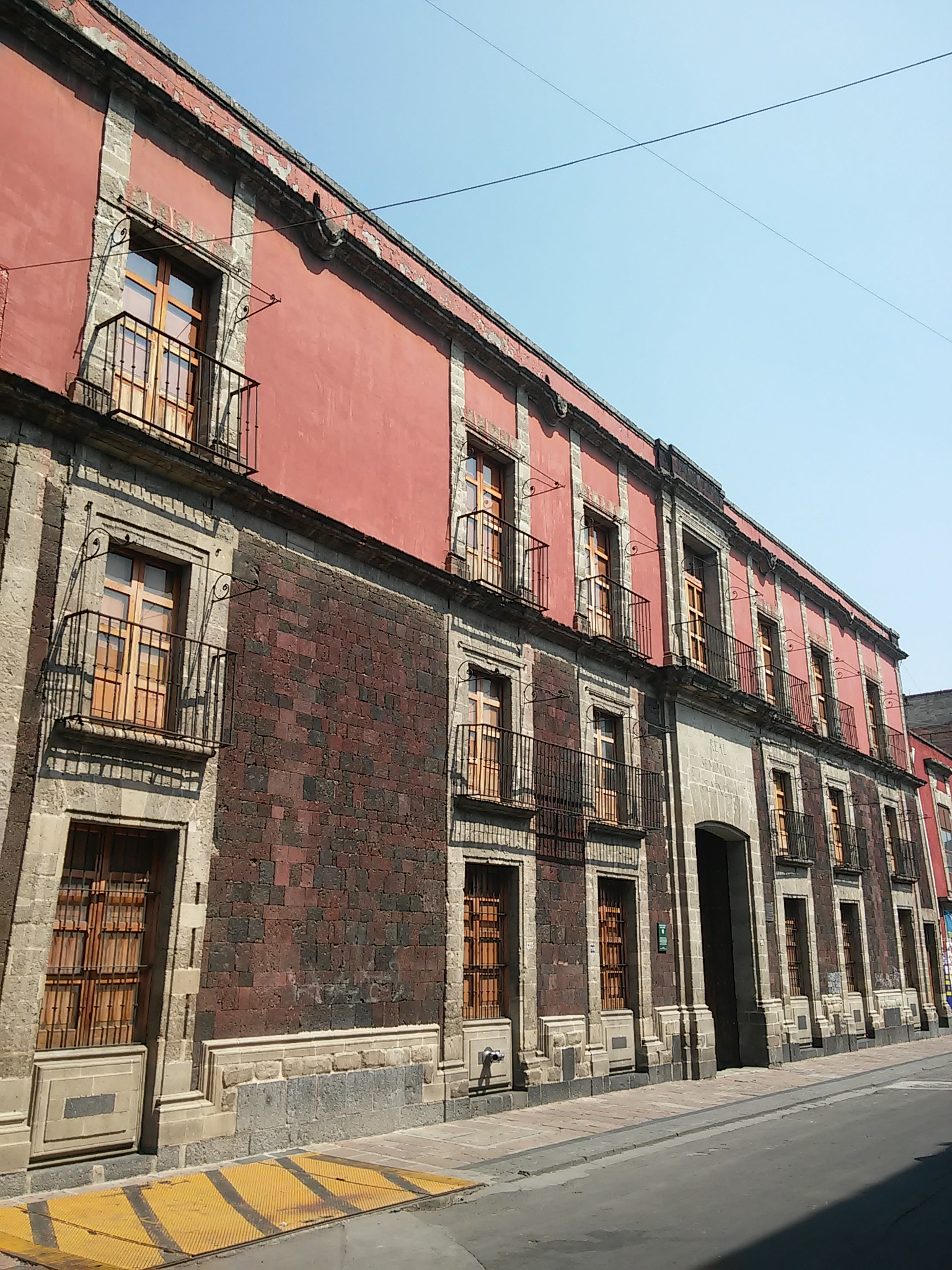
Edificio inicial del Real seminario de minería en la calle República de Guatemala No. 90

El Real Seminario de Minería de la Nueva España fue fundado el 1 de enero de 1792, con sede en la calle de Guatemala No. 90, con el propósito de enseñar la técnica de minas y mejorar la producción de la minería en la Nueva España; las clases iniciaron en marzo de ese mismo año con 25 alumnos. Fue hasta el año 1813 cuando comenzaron las labores en lo que ahora es el Palacio de Minería, ubicado en la calle Tacuba del Centro Histórico de la Ciudad de México, edificada por el arquitecto español Manuel Tolsá. Su belleza de estilo neoclásico lo convirtió en un ícono de la arquitectura en todo el continente americano.
Fausto Elhúyar y de Zúbice, presidente y director general del Real Tribunal de Minería de Nueva España, es quien recibe gran parte del mérito de la fundación de esta escuela. Entre algunos de los catedráticos del recinto destacan Andrés Manuel del Río, Ludwig Linder y Alexander von Humboldt.

## Funcionamiento de la institución
La ciencia y las técnicas mineras propias de los novohispanos mejoraron considerablemente la producción minera. Por una parte, los novohispanos inventaron maquinaria y sistemas de ventilación en las minas que facilitaron el trabajo. Asimismo, los avances científicos superaron ciertos problemas técnicos que se presentaban en el camino. Un ejemplo de esto fueron las ideas de Joseph Sáenz de Escobar, quien, con el uso de la geometría, solucionó problemas de medición del agua y las tierras. 
Las principales asignaturas impartidas en El Real Seminario de Minería eran las matemáticas, la física, la química y la mineralogía. Además, existían materias auxiliares que iban desde dibujo, gramática, geografía, lógica y política, hasta idiomas como francés y latín. 
Los libros que se utilizaban para impartir las materias eran de gran peso científico y evidenciaban la calidad de la educación que se brindaba y la preparación con la que contaban los alumnos, en especial en las prácticas de física, química y matemáticas. Entre estos libros destacan la serie de Matemáticas de Benito Bails, así como el diccionario de Física de Brisson y los elementos de Euclides. 
Rápidamente, el equipamiento de máquinas, materiales e instrumentos del colegio fue creciendo y se convirtió en una importante colección, especialmente en el laboratorio de física y química. Entre los instrumentos más importantes de la colección se encontraban las roscas de Arquímedes, barómetros, microscopios, aerómetros y pirómetros, y máquinas como una eolípila con lámpara.
El Real Seminario contaba con estrictos requisitos para aspirantes, los cuales determinó Fausto Elhúyar. A este tipo de filtro se le conoció como “limpieza de sangre”. Algunos de estos requisitos consistían en que los candidatos debían tener un origen católico, proceder de una familia letrada, pertenecer a etnias dominantes, satisfacer las exigencias intelectuales y conocer las normas del control social o del proceso de civilización. 
Cabe destacar que los estudiantes del colegio se encontraban divididos en los de dotación (becados), los pensionistas, quienes cubrían sus propios gastos y los externos. En general, el proceso de selección de alumnos para ingresar al colegio era sumamente elitista, ya que la mayoría de los estudiantes que lograban entrar eran de familias en el poder o allegados a ellas.

## Transformación y decadencia del Seminario de Minería
La independencia de México trajo consigo una crisis en la industria minera y esto afectó al Real Seminario de Minería. Además, la caótica situación política del país causó conflictos tanto externos como internos que incluso causaron que se tuviera que cerrar el colegio en determinadas ocasiones.
En 1843 se dio el primer título de Ingeniero de minas, además de formarse nuevas carreras como geógrafo; naturalista; apartador de oro y plata; y estudios preparatorios. 
En 1860 se dio una crisis económica en el Colegio e incluso una huelga orquestada por alumnos que se oponían a los ejercicios espirituales impuestos. Fue en 1867 el año en el que la institución dejó de funcionar como tal de manera permanente. Ese año, ya en la República Restaurada, dejó su edificio a la Escuela Especial de Ingenieros, que estuvo 87 años en ese inmueble. Fue trasladada en 1954 a la Ciudad Universitaria, al edificio de la actual Facultad de Ingeniería de la UNAM.